# Orientierung (mental)
Die mentale Orientierung ist eine kognitive Fähigkeit, die es dem Subjekt ermöglicht, sich zeitlich, räumlich und bezüglich seiner Person – in seiner Umgebung – zu orientieren. Teilbereiche des Orientierungsvermögens sind
1. Orientierung zur Zeit (siehe auch Zeitwahrnehmung)
2. Orientierung zum Raum (siehe auch räumliche Orientierung)
3. Bewusstheit der eigenen Person (siehe Identität) und ihrer Bezüge (Situationsbewusstsein, Orientierung im sozialen Netzwerk)

Fehlt die Orientierungsfähigkeit teilweise oder ganz, zeitweise oder längerfristig, spricht man von Desorientiertheit, Orientierungslosigkeit, Verwirrung.

## Wahrnehmung, Orientierung und Handlungsplanung
Informationen der Wahrnehmung bauen eine Bewusstheit zur Orientierung auf und aktualisieren sie. Gelernte Konstanten der Orientierung werden als Teil des Weltwissens im Gedächtnis gespeichert. Auf sie wird bei der Imagination, der Planung und der raumzeitlichen Schlussfolgerung zurückgegriffen. Orientierung entsteht als eine Leistung des Subjekts. Sie ist eine Erkenntnis, die das Subjekt aktiv, handelnd im Umgang mit der Umwelt gewinnt und die auch nur in diesem Zusammenhang ihre Funktion hat.
Orientierung ist die handlungs- und bedeutungsbezogene, menschliche Sicht der Welt. Charakteristisch für Subjekte ist, dass für sie nicht Wahrnehmung als Abbildungsbeziehung von Welt von Bedeutung ist, sondern Wahrnehmung hinsichtlich Handlungsbedingungen und Handlungsangeboten. Welt ist also nicht „an sich“, sondern die Welt „für mich“ (und andere) als Subjekt interessant. Es geht nicht um „Features“, Oberflächen und Strukturen, Gegenstände und Menschen etc. an sich, sondern um Verhältnisse als Angebote für menschliches Handeln.

## Beteiligte Gehirnbereiche
Die exakten Regionen im Gehirn, die bei der Orientierung einbezogen sind, sind noch unbekannt, aber sowohl Läsionen des Hirnstamms als auch einer Gehirnhälften wurden als Ursache für Desorientierung festgemacht. Daraus wird gefolgert, dass diese beiden Bereiche zusammenarbeiten, um die Bewusstheit aufrechtzuerhalten. Es wird angenommen, dass die Fähigkeit, räumlich-geometrische Zusammenhänge zu erkennen, vorwiegend in der rechten Gehirnhälfte angesiedelt ist.

## Entwicklung der mentalen Orientierung
Bei erwachsenen gesunden Menschen sind alle Teilfähigkeiten des Orientierungsvermögens vorhanden. Säuglinge haben Wahrnehmung, aber noch keine vollständige Orientierung, sie muss in weiten Teilen erlernt werden.

## Beeinträchtigung der Orientierung, Orientierungsverlust
Eine inkonstante Orientierung wird auch als Orientierungsstörung bezeichnet, eine fehlende Orientierung als Desorientiertheit. Sie betrifft zunächst vorrangig die zeitliche, dann die situative und örtliche, schließlich die autopsychische Orientierung. Orientierungsstörungen finden sich beispielsweise im Zusammenhang mit Bewusstseinsstörungen, Gedächtnisstörungen, Psychosen, organischem Psychosyndrom, Demenz oder Wahrnehmungsstörungen (ICD-10-Code R41 – Sonstige Symptome, die das Erkennungsvermögen und das Bewusstsein betreffen). Schwere Orientierungsstörungen wie Schlafwandeln und andere psychogene Orientierungsstörungen werden dem Symptomkomplex F44 Dissoziative Störungen (Konversionsstörungen) zugerechnet. Desorientiertheit tritt auch als Akute vorübergehende psychotische Störung (ICD-10 F23) oder als Reaktion auf schwere Belastungen und Anpassungsstörungen (F43) auf.
Der Verlust der Orientierung ist ein Teil der Verworrenheit und kommt bei den Krankheiten vor, bei denen die Gedächtnisfunktion ausgefallen ist, z. B. beim Korsakow-Syndrom, einer Kohlenstoffmonoxidvergiftung oder bei Morbus Alzheimer. Beeinträchtigung und temporärer Verlust der Orientierung können durch Giftstoffe im Körper hervorgerufen werden. Diese Zustände werden als Rausch und Delirium bezeichnet. Weitere Ursachen sind Schlafentzug, Regulationsprobleme der Körpertemperatur, Fehlernährung, erhöhter Hirndruck. Er kann auch als Nebenerscheinung anderer psychischen Erkrankungen auftreten. Orientierungsverlust findet typischerweise erst in der Zeit, dann im Raum und am Ende in der Identität statt. Menschen mit Alzheimer-Demenz verlieren unter anderem ihre Orientierung. Beim Neglekt geht ein Teil der physischen Identität verloren.

## Tierreich
Die Soziobiologie beschreibt Merkmale des Orientierungsverhaltens von Tieren, das ihnen hilft, sich in ihrer Umwelt zurechtzufinden.
Bei manchen Tieren wird in Fachkreisen erörtert, ob auch sie über eine Orientierung zur Identität verfügen: Den so genannten Spiegeltest bestanden einzelne Testtiere aller großen Menschenaffen, ferner unter anderem Elstern und Asiatische Elefanten.